# Trégunc
Trégunc (tiếng Breton: Tregon) là một xã của tỉnh Finistère, thuộc vùng Bretagne, miền tây bắc Pháp.

## Dân số
Người dân ở Trégunc được gọi là Trégunois hoặc Tréguncois.